# 宇宙学
宇宙學或宇宙論（英語：Cosmology），是對宇宙整體的研究，並且延伸探討至人類在宇宙中的地位。雖然宇宙學這個詞是最近才有的，但人們對宇宙的研究已經有很長的一段歷史，牽涉到科學、哲學、神秘学以及宗教。

## 近代發展
最近，天文物理學在物理宇宙學（藉由科學觀察與實驗來了解宇宙）的發展上扮演了核心的角色。這個學科專注在宇宙最為巨觀且最早期的面向，一般被理解為由大爆炸起頭。大爆炸指的是空間的膨脹，而到目前為止，宇宙被認為於137億年前由此膨脹產生。從宇宙劇烈的發生直至它的結束，科學家認為宇宙的整個歷史是一個有秩序的、且在物理定律的支配之下的進程。

## 物理宇宙學
物理宇宙學是物理學和天體物理學的分支，專門研究宇宙的物理起源及其演化。這學科亦會從最大的尺度去研究宇宙的本質。
在過往，希臘哲學家認為天是一個天球，當中的機械原理，就成為了現時天體力學的內容。在當時，阿里斯塔克斯、亞里士多德及托勒密曾提出過幾個不同的天體學理論，當中以托勒密用來解說天體運作的地心說被廣為接受，直到16世紀時為哥白尼所推翻，並得到開普勒及伽里略等人提出的新日心說理論所取代。這事件成為了宇宙物理學的一個最著名的認識論斷裂的例子。
隨着牛頓及其於1687年出版的《自然哲学的数学原理》的出現，長久以來有關天體的運動問題終於被解決了。牛頓為開普勒定律的機制提供了物理上的解釋，而他的萬有引力定律使過往難以解釋的各種奇特天文現象，例如行星逆行的現象，都可以透過行星間的引力相互作用而解釋。牛頓的天體學理論與先前的理論在根本上最大的分別，在於哥白尼原則只提出地球在宇宙裡沒有特殊地位，而牛頓卻更進一步的指出：不論是天體和地球，兩者皆遵守着相同的物理法則。這一點在宇宙物理學的進展來說是很重要的。
近代宇宙學通常以1917年愛因斯坦發表廣義相對論做為分界。愛因斯坦於論文《廣義相對論的宇宙學考量》（該論文在第一次世界大戰前並未普遍流傳到德國之外）中發表廣義相對論。廣義相對論暗示物理學家諸如威廉·德西特、卡爾·史瓦西及亞瑟·愛丁頓等人去探究這理論的天文現象，這使天文學者有能力去探究極遠處的天體。在這之前，物理學家都假設宇宙是穩定無變化的。
另一方面，宇宙學有個歷史悠久的說法：宇宙結構曾經達到頂峰。威爾遜山的天文學家哈羅·沙普利推崇僅由一個銀河恆星系統所組成的宇宙模型，而希伯·柯蒂斯反駁此想法，認為這只是以自己所在的螺旋星系做推測，是島宇宙。雙方之爭在1920年4月26日的華盛頓國家科學院會議中達到高潮，史稱「沙普利-柯蒂斯之爭」。此辯論的結論促使愛德溫·哈伯在1923到1924年間去觀測仙女座星系中的超新星。這些星體的位置後來確認了銀河系外圍附近螺旋星系的距離。
隨後愛因斯坦於1917年的論文中引入宇宙常數，再度創造了研究宇宙的可能性。因宇宙常數的大小可能導致宇宙膨脹，於是比利時牧師喬治·勒梅特於1927年提出大霹靂模型，隨後由哈勃在1929年發現的紅移與1964年阿諾·彭齊亞斯與羅伯特·威爾遜所發現的宇宙微波背景輻射證實。這些發現第一步排除了許多替代的宇宙模型。
最近由COBE及WMAP衛星觀測的宇宙微波背景提供了很有意義的結果。當這些觀測與一種稱為宇宙暴漲模型（標準大霹靂模型的規範）的預測吻合時，在許多科學家眼中，這將宇宙學由非常投機的科學化成預測的科學，進入了近代的「宇宙學黃金年代」。
其他相關學說：
- 弗里德曼-勒梅特-罗伯逊-沃尔克度规
- 大爆炸
  - 大爆炸理論中宇宙的形狀
- 宇宙背景輻射
- Beyond the standard Big Bang model
  - Quasi 恒稳态理论
  - 宇宙暴脹
- 宇宙的终极命运
- 宇宙的大尺度结构 - few 100 Mpc - a few percent of the horizon
- 星系的形成和演進
- 暗物質
- 暗能量
- 宇宙加速膨脹

## 另類宇宙學

### 非標準宇宙學
- 電漿宇宙學
- 穩態理論

### 哲學宇宙學
- Presocratic philosophers
- 人择原理
- 中國古代宇宙論:“论天三家”-浑天说、盖天说和宣夜說。[1]

### 宗教宇宙學
- 創造論
- 創造論的迷思
- 佛教宇宙論